# Seznam kulturních památek v Hřebečníkách
Tento seznam nemovitých kulturních památek v obci Hřebečníky v okrese Rakovník vychází z  Ústředního seznamu kulturních památek ČR, který na základě zákona č. 20/1987 Sb., o státní památkové péči, vede Národní památkový ústav jako ústřední organizace státní památkové péče. Údaje jsou průběžně upřesňovány, přesto mohou obsahovat i řadu věcných a formálních chyb a nepřesností či být neaktuální. 
Pokud byly některé části dotčeného území vyčleněny do samostatných seznamů, měly by být odkazy na tyto dílčí seznamy uvedeny v úvodu tohoto seznamu nebo v úvodu příslušné sekce seznamu.

## Hřebečníky
|  |  | Hledat fotografie a kategorie ve Wikimedia Commons podle rejstříkového čísla památky | Nahrát snímek k tomuto tématu do úložiště Wikimedia Commons |  |

|  |  | Hledat fotografie a kategorie ve Wikimedia Commons podle rejstříkového čísla památky | Nahrát snímek k tomuto tématu do úložiště Wikimedia Commons |  |

|  |  | Hledat fotografie a kategorie ve Wikimedia Commons podle rejstříkového čísla památky | Nahrát snímek k tomuto tématu do úložiště Wikimedia Commons |  |

|  |  | Hledat fotografie a kategorie ve Wikimedia Commons podle rejstříkového čísla památky | Nahrát snímek k tomuto tématu do úložiště Wikimedia Commons |  |

|  |  | Hledat fotografie a kategorie ve Wikimedia Commons podle rejstříkového čísla památky | Nahrát snímek k tomuto tématu do úložiště Wikimedia Commons |  |

## Šlovice
| Památka                                   | Fotografie        | Rejstříkové číslo v ÚSKP                                                             | Sídelní útvar                                               | Poloha                                                                      | Popis a poznámky |
| ----------------------------------------- | ----------------- | ------------------------------------------------------------------------------------ | ----------------------------------------------------------- | --------------------------------------------------------------------------- | --- |
| Vodní mlýn a vodní elektrárna (Q18193572) | \| \| \| \| \| \| | 103782 Pam. katalog MIS                                                              | Šlovice                                                     | Šlovice 8, údolí Berounky pod vesnicí 49°58′5,45″ s. š., 13°44′52,56″ v. d. | Vodní mlýn a vodní elektrárna s technologickým vybavením strojovny. Patrová obytná budova z 19. století, s mlýnicí a s dochovanou strojovnou upravenou pro výrobu elektřiny v roce 1911. Součástí technického vybavení je i vodní náhon. Památkově chráněno od 4. prosince 2009. |
|                                           |                   | Hledat fotografie a kategorie ve Wikimedia Commons podle rejstříkového čísla památky | Nahrát snímek k tomuto tématu do úložiště Wikimedia Commons |                                                                             | |

## Týřovice
|  |  | Hledat fotografie a kategorie ve Wikimedia Commons podle rejstříkového čísla památky | Nahrát snímek k tomuto tématu do úložiště Wikimedia Commons |  |

|  |  | Hledat fotografie a kategorie ve Wikimedia Commons podle rejstříkového čísla památky | Nahrát snímek k tomuto tématu do úložiště Wikimedia Commons |  |

## Újezdec
| Památka                    | Fotografie        | Rejstříkové číslo v ÚSKP                                                             | Sídelní útvar                                               | Poloha                                                   | Popis a poznámky |
| -------------------------- | ----------------- | ------------------------------------------------------------------------------------ | ----------------------------------------------------------- | -------------------------------------------------------- | --- |
| Sýpka u čp. 27 (Q38234620) | \| \| \| \| \| \| | 27197/2-4251 Pam. katalog MIS                                                        | Újezdec                                                     | u čp. 27, pp. 13/2 49°59′42,27″ s. š., 13°44′6,53″ v. d. | Sýpka. Roubený špýchárek patrně z konce 18. nebo z počátku 19. století. Pochází z Vejvanova (okres Rokycany), odkud byl transferován v roce 1989, rekonstruován v letech 1990–1991. Stojí, orientovaná okapově k úzké místní komunikaci k severu, na severní straně malé zahrady, navazující na dvůr usedlosti čp. 27. Poznámka: Usedlost čp. 42 ve Vejvanově měla rejstříkové číslo 4-2620, obytný dům byl přesunut do Hřebečníků a je zapsán pod rejstříkovým číslem 22944/2-4440. Pod novým rejstříkovým číslem zapsáno k 2. 9. 1993. Kromě tohoto srubu stojí na dvoře roubená sýpka obdobného typu, velikosti i stáří, která byla přemístěna v 90. letech z Roztok u Křivoklátu a měla být rovněž navržena na prohlášení za památku, dosud však chráněna není. Památkově chráněno od 16. března 1964. |
|                            |                   | Hledat fotografie a kategorie ve Wikimedia Commons podle rejstříkového čísla památky | Nahrát snímek k tomuto tématu do úložiště Wikimedia Commons |                                                          | |